# Liga Heren (volleybal)
De Liga Heren is de hoogste nationale klasse in het Belgische herenvolleybal. Er nemen tien teams deel aan de competitie. De inrichtende macht is Volley Belgium. Omwille van sponsorverplichtingen werd de competitie vroeger ook aangeduid als de Ethias Volley League, nadien de Euromillions Volley League en vanaf seizoen 2022/23 de Lotto Volley League.
De laatste jaren zijn de twee belangrijkste teams Knack Roeselare en Volleybalclub Maaseik. De titelstrijd gaat dan ook vaak tussen beide clubs.

## Competitie

### De competitiestart
De tien teams beginnen ieder met nul punten en spelen ieder 2 onderlinge matchen, verdeeld over een uit- en thuismatch.
Bij een 3-0- of 3-1-overwinning of nederlaag krijgt het winnende team 3 punten en het verliezende geen.
Bij een 3-2-overwinning of nederlaag krijgt het winnende team 2 punten en het verliezende krijgt er 1.
Na deze wedstrijden worden de ploegen opgesplitst in de BeNe Conference en de Challenge Play-Offs.

### Play-offs
De posities 1 tot 4 van de reguliere competitie plaatsen zich voor de BeNe Conference. In deze grensoverschrijdende competitie spelen de Belgische ploegen tegen de top 4 ploegen uit de Nederlandse reguliere competitie. Alle 8 ploegen starten deze competitie met de resultaten van hun onderlinge wedstrijden tegen de andere 3 ploegen uit hun nationale reguliere competitie. Vervolgens speelt iedere ploeg 8 wedstrijden tegen de 4 ploegen uit het andere land in de vorm van een uit- en thuismatch. De puntenverdeling blijft gelijk aan deze van de reguliere competitie.
Op het einde heeft iedere ploeg 14 wedstrijden afgewerkt (6 tegen de ploegen uit eigen land tijdens de reguliere competitie en 8 tegen de ploegen uit het andere land tijdens de BeNe Conference).
De top 2 ploegen uit ieder land plaatsen zich rechtstreeks voor de halve finale in hun respectievelijke nationale Play-Offs. De overige 2 ploegen spelen de kwartfinale tegen de top 2 ploegen uit de nationale Challenge Play-Offs.

#### Kwartfinales en halve finales
Tijdens de kwartfinale speelt de nummer 1 van de Challenge Play-Offs tegen de laatste Belgische ploeg uit de BeNe Conference. De nummer 2 van de Challenge Play-Offs speelt tegen de op één na laagst gerangschikte Belgische ploeg uit de BeNe Conference. Er wordt gespeeld in een best of 3 formule, afwisselend uit en thuis. De eerste wedstrijd vind plaats op het veld van de ploeg uit de BeNe Conference. De ploeg die als eerste 2 wedstrijden wint gaat verder naar de halve finale wedstrijden. In tegenstelling tot de andere competitievormen wordt er geen onderscheid gemaakt tussen een 3-0-, 3-1- of een 3-2-overwinning of nederlaag. Het winnende team krijgt 1 overwinning.
In de halve finales neemt de hoogst gerangschikte Belgische ploeg uit de BeNe Conference het op tegen de winnaar uit de kwartfinale tussen de nummer 1 uit de Challenge Play-Offs en de Belgische nummer 4 uit de BeNe Conference. De op één na hoogst gerangschikte Belgische ploeg uit de BeNe Conference neemt het op tegen de andere winnaar uit de kwartfinales.
De formule is gelijk aan deze van de kwartfinales. De eerste match vindt plaats op het veld van de ploeg die het hoogste eindigde in de BeNe Conference.
Deze fase is bepalend voor de verdeling van de Europese tickets. De verliezende halve finalist die het laagst eindigde in de nacompetities (BeNe Conference en Challenge Play-Offs) mag deelnemen aan de CEV Challenge Cup, de andere verliezende halve finalist aan de CEV Cup en de finalisten nemen deel aan de groepsfase van de CEV Champions League. In de finale zullen de twee ploegen ook onderling uitmaken wie de landskampioen wordt in de finale. Het overige ticket voor de CEV Cup gaat naar de bekerwinnaar. Indien de bekerwinnaar in de top 4 geëindigd is, mogen beide verliezende halve finalisten naar de CEV Cup, en mag de verliezende kwartfinalist die het hoogst gerangschikt was na de nacompetities (BeNe Conference en Challenge Play-Offs) naar de CEV Challenge Cup.

#### Finale
De winnaars van we halve finale wedstrijden nemen het hier tegen elkaar op om de titel. Beide teams spelen tegen elkaar, afwisselend uit en thuis, tot 1 van de 2 teams 3 wedstrijden gewonnen heeft. De ploeg die het hoogst eindigde in de nacompetities (BeNe Conference en Challenge Play-Offs) begint met het thuisvoordeel.
In tegenstelling tot de andere competitievormen wordt er geen onderscheid gemaakt tussen een 3-0-, 3-1- of een 3-2-overwinning of nederlaag. Het winnende team krijgt 1 overwinning en wie eerst 3 overwinningen behaalt op z'n concurrent is landskampioen. De finale wordt dus over minimaal 3 en maximaal 5 matchen beslist.

### Challenge Play-Offs
Hierin nemen de posities 5 tot 10 deel. Indien er minder dan 10 ploegen deelnemen aan de competitie zullen er minder ploegen deelnemen aan deze nacompetitie. De laagst gerangschikte ploeg uit de reguliere competitie start met 0 punten, de voorlaatste met 1 punt,... 
De ploegen spelen een klassieke formule analoog aan de reguliere competitie, met thuis- en uitwedstrijden. 
In 2024 werd beslist dat de Liga zou uitbreiden naar 12 deelnemende ploegen, mits een nieuwe evaluatie tijdens de maand maart 2026. Indien er minder dan 12 ploegen deelnemen aan de Liga is er geen sportieve degradant. Van zodra de Liga opnieuw 12 leden telt, valt elke beschermingsregel weg en zullen er dus opnieuw één of meer vaste dalers zijn.
De top 2 uit deze nacompetitie plaatsen zich voor de kwartfinales.

### 2020: Covid-19 - geen kampioen.
In 2020 werd de competitie stopgezet wegens Covid-19 (corona). Op dat moment was de reguliere competitie afgelopen met Lindemans Aalst op de eerste plaats. Er werd geen kampioenstitel uitgereikt, maar Lindemans Aalst werd (volgens het reglement) wel als eerste gerangschikt voor Knack Roeselare en VC Greenyard Maaseik. Maaseik meende echter dat de echte eindstand deze op 15 maart was. Dit was na de kwalificatierondes waarbij niet het vierde geplaatste Haasrode Leuven maar wel het vijfde geplaatste Tectum Achel zich geplaatst had voor de Champions Final 4 Play-offs. Hierbij stonden alle vier de deelnemers (Aalst, Roeselare, Maaseik en Achel) nog gelijk, met nul punten. Dit was vooral omdat Maaseik vreesde naast een Champions League ticket te grijpen met een derde plaats in de reguliere competitie. Uiteindelijk verkreeg Maaseik bij uitzondering een ticket voor de voorrondes van de Champions League terwijl Aalst en Roeselare rechtstreeks naar de groepsfase mochten.

## Huidige clubs
De clubs uit de Liga A zijn:
- Lindemans Aalst
- Tectum Achel
- Interfreight Brabo Antwerp VT
- Caruur Volley Gent
- Volley Guibertin
- Volley Haasrode Leuven
- VC Greenyard Maaseik
- Decospan Menen
- Knack Roeselare
- Waremme Volley

## Landskampioenen
| - 1945: Royal Léopold Club - 1946: ASUB Bruxelles - 1947: Gendarmerie École - 1948: Gendarmerie École - 1949: Royal Ixelles SC - 1950: Royal Ixelles SC - 1951: Royal Ixelles SC - 1952: Royal Ixelles SC - 1953: Royal Ixelles SC - 1954: Royal Ixelles SC - 1955: Royal Ixelles SC - 1956: Spartacus - 1957: Spartacus - 1958: Brabo Antwerpen - 1959: Brabo Antwerpen - 1960: Brabo Antwerpen - 1961: Brabo Antwerpen - 1962: Brabo Antwerpen - 1963: Brabo Antwerpen - 1964: Brabo Antwerpen - 1965: Brabo Antwerpen - 1966: Brabo Antwerpen - 1967: Brabo Antwerpen - 1968: Brabo Antwerpen - 1969: VRC Genk - 1970: VC Anderlecht - 1971: Rebels Lier - 1972: Rebels Lier - 1973: Rembert Torhout - 1974: Rebels Lier | - 1975: VC Turnhout - 1976: VC Turnhout - 1977: VC Turnhout - 1978: Ibis Kortrijk - 1979: Ibis Kortrijk - 1980: VC Ruisbroek - 1981: VRC Genk - 1982: Ibis Kortrijk - 1983: Ibis Kortrijk - 1984: Ibis Kortrijk - 1985: Ibis Kortrijk - 1986: Ibis Kortrijk - 1987: VC Lennik - 1988: VC Lennik - 1989: Knack Roeselare - 1990: Rembert Torhout - 1991: Noliko Maaseik - 1992: Maes Pils Zellik - 1993: Maes Pils Zellik - 1994: Maes Pils Zellik - 1995: Noliko Maaseik - 1996: Noliko Maaseik - 1997: Noliko Maaseik - 1998: Noliko Maaseik - 1999: Noliko Maaseik - 2000: Knack Roeselare - 2001: Noliko Maaseik - 2002: Noliko Maaseik - 2003: Noliko Maaseik - 2004: Noliko Maaseik | - 2005: Knack Roeselare - 2006: Knack Roeselare - 2007: Knack Roeselare - 2008: Noliko Maaseik - 2009: Noliko Maaseik - 2010: Knack Roeselare - 2011: Noliko Maaseik - 2012: Noliko Maaseik - 2013: Knack Roeselare - 2014: Knack Roeselare - 2015: Knack Roeselare - 2016: Knack Roeselare - 2017: Knack Roeselare - 2018: Noliko Maaseik - 2019: Greenyard Maaseik - 2020: Competitie stopgezet wegens Covid-19 - 2021: Knack Roeselare - 2022: Knack Roeselare - 2023: Knack Roeselare - 2024: Knack Roeselare - 2025: Knack Roeselare |

| Club                   | Aantal titels | Landstitels                                                                                    |
| ---------------------- | ------------- | ---------------------------------------------------------------------------------------------- |
| Knack Roeselare        | 16            | 1989, 2000, 2005, 2006, 2007, 2010, 2013, 2014, 2015, 2016, 2017, 2021, 2022, 2023, 2024, 2025 |
| Greenyard Maaseik      | 16            | 1991, 1995, 1996, 1997, 1998, 1999, 2001, 2002, 2003, 2004, 2008, 2009, 2011, 2012, 2018, 2019 |
| Brabo Antwerpen        | 11            | 1958, 1959, 1960, 1961, 1962, 1963, 1964, 1965, 1966, 1967, 1968                               |
| Ibis Kortrijk          | 7             | 1978, 1979, 1982, 1983, 1984, 1985, 1986                                                       |
| Royal Ixelles SC       | 7             | 1949, 1950, 1951, 1952, 1953, 1954, 1955                                                       |
| Maes Pils Zellik       | 3             | 1992, 1993, 1994                                                                               |
| VC Turnhout            | 3             | 1975, 1976, 1977                                                                               |
| Rebels Lier            | 3             | 1971, 1972, 1974                                                                               |
| Rembert Torhout        | 2             | 1973, 1990                                                                                     |
| VC Euphony Asse-Lennik | 2             | 1987, 1988                                                                                     |
| VRC Genk               | 2             | 1969, 1981                                                                                     |
| Spartacus              | 2             | 1956, 1957                                                                                     |
| Gendarmerie École      | 2             | 1947, 1948                                                                                     |
| VC Ruisbroek           | 1             | 1980                                                                                           |
| VC Anderlecht          | 1             | 1970                                                                                           |
| ASUB Bruxelles         | 1             | 1946                                                                                           |
| Royal Léopold Club     | 1             | 1945                                                                                           |